# MON-50

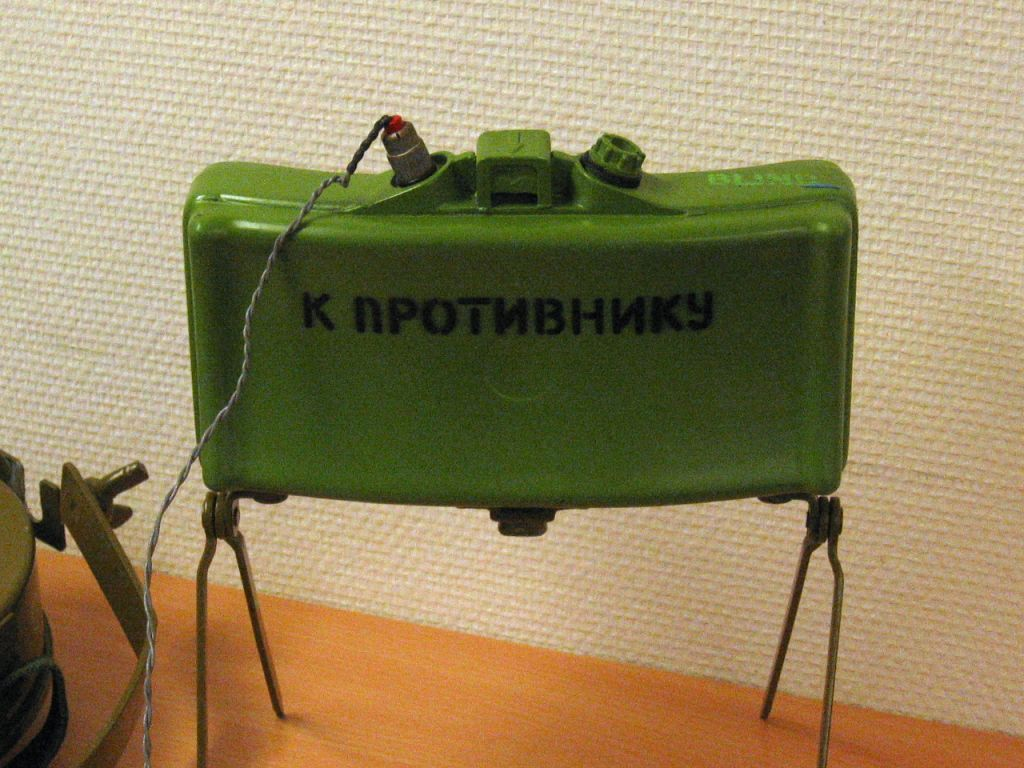
Una mina MON-50 llesta per a ser utilitzada pel seu sistema de detonació per cable

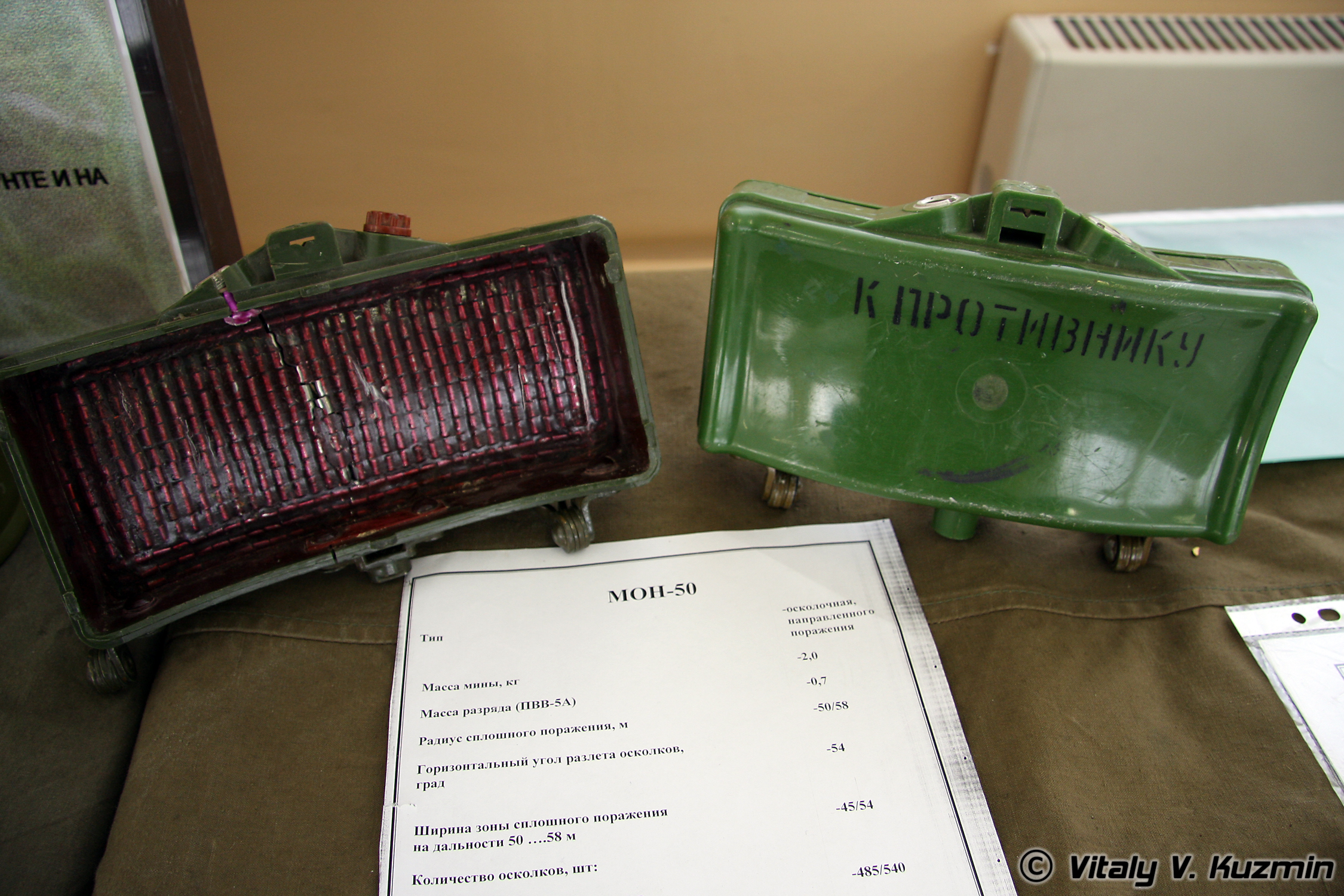
Una mina MON-50 oberta per a exposició

La MON-50 es una mina de tipus Claymore (de forma rectangular, lleugerament còncava), amb el cos de plàstic, de tipus direccional, dissenyada i produïda com a mina antipersona per la Unió Soviètica. Està dissenyada per a ferir o matar per fragmentació. La mina es similar a la M18 Claymore dels Estats Units d'Amèrica, però amb algunes variacions.

## Disseny
Disposa d'unes potes plegables de tipus de tissora, per al seu suport i per a apuntar la mina, però a la vegada dispossa d'un punt especial d'acoblament per a connectar un pal o punxa, el que permet que la mina es pugui enganxar en ferro o fusta. Dispossa d'un centre explosiu, el qual està rodejat per dos forats pels detonadors. La mina conté 700 grams de l'explosiu RDX (PVV-5A), per a poder propulsar a entre 540 i 485 fragments a una distància d'uns 50 metres amb un angle d'arc de 54º (amb una dispersió de 45 metres als 50 metres de distància). Els fragments poder ser petites boles de metall (540 boles) o barretes de metall (485 barres), depenent de la variant.
La MON-50 es comandada usualment per un inductor manual PN i un detonador elèctric EDP-R. També pot ser utilitzat com un gran numero de mines trampa, amb l'ús de diversos detonadors, com els MUV, de pressió; els MVE-72, de trencament de cable elèctric; i el VP-13, un controlador seismic.
La MON-50 es sol col·locar en una superficie per sobre del nivell del terra, o en abres, per a donar la major dispersió possible als fragments de l'explosiu. És a prova d'aigua, i pot funcionar en condicions de +50 a -50 graus centigrads (pot estar enterrat sota neu, però d'un màxim de 10 cm, ja que, una major profunditat, reduiria molt la efectivitat de la mina).
La mina pot ser localitzada de manera visual, o amb detectors de metalls sota la majoria de situacions de combat usuals. Depenent del mètode d'actuació de la MON-50, aquesta pot resistir la pressió d'alguns sistemes anti mines, com el Giant Viper i el M58 MICLIC.
La MON-50 es actualment produïda per Rússia, i també produïda per a la seva exportació a Bulgària. La MON-50 és utilitzada en diversos llocs del món. Es transporta en dues butxaques d'una bandolera de tela, en la qual estan situats tots els components de la mina per al seu ús de manera segura, i la mateixa mina. També poden ser traslladades en paquest VKPM-2, els quals contenen 4 mines, amb diversos detonadors, un panel de control i cable.

## Especificacions
- Origen: Unió Soviètica
- Material: Contenidor de plàstic
- Forma: Claymore
- Color: Verd, gris o oliva
- Pés total: 2 kg
- Pés de l'explosiu: 700 grams de l'explosiu RDX (PVV-5A)
- Llargada: 226 mm
- Amplada: 35 mm
- Alçada: 155 mm
- Detonador 1: Detonada en el comandament utilitzant un detonador manual PN junt a un cable de demolició i a un detonador elèctric EDP-R.
- Detonador 2:
  - MUV: de detonació mecànica.
  - MVE-72: trencament de cable elèctric (per bateria)
  - VP-13: Controlador seismic (per bateria)

## Efectes i detonador
La mina disposa d'un detonador convencional o d'un detonador avançat influenciat pel seismes. Disposa d'una cara on estan situats tots els fragments, la qual és la que sol explotar (i està sempre assegurada per fils de seguretat i de comandament). La MON-50 utilitza un detonador seismic VP-13, el qual prevé l'aproximació d'unitats de neteja de mines, o una gran varietat de detonadors de tipus BT.
Al detonar, la mina, normalment, sol propulsar la seva fragmentació letal entre 40 i 60 metres cap endavant, encara que la seva perillositat pot arribars als 300 metres, segons un setudi de l'Exèrcit dels EUA, dut a terme en la mina M18A1 Claymore (en aquest cas, la seva càrrega letal setà situada en el front de la càrrega, cosa que fa que la seva fragmentació disposi d'una densitat de caiguda de fins als 125 metres en els laterals i la part del darrere de la mina).